# Lijst van county's in Ohio
De Amerikaanse staat Ohio is onderverdeeld in 88 county's:

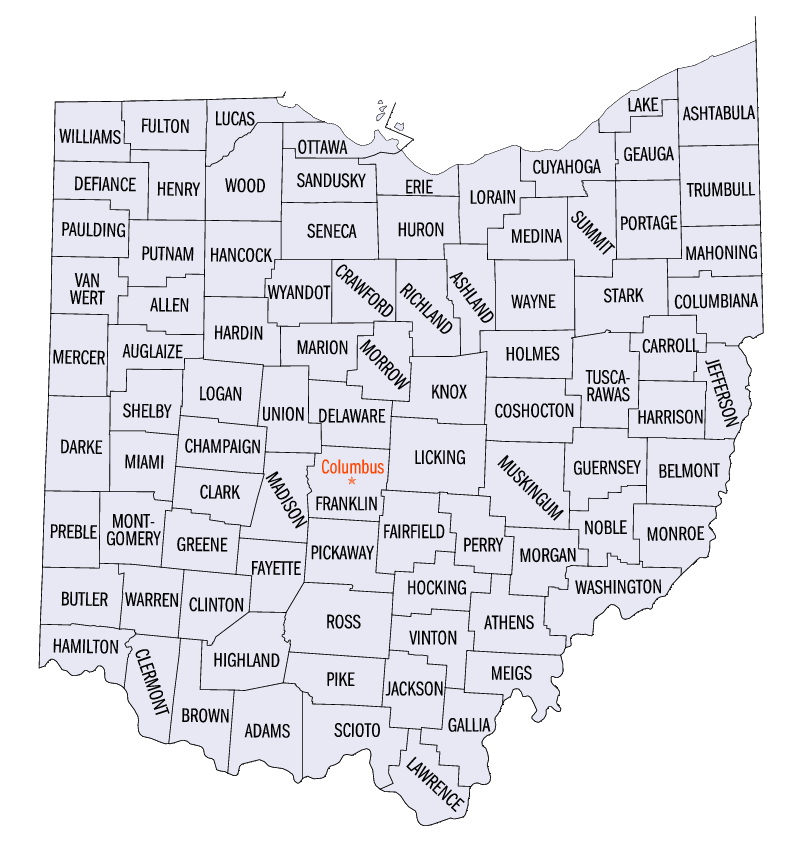
County's van Ohio

| County     | Inwoners 1 juli 2007 | Hoofdplaats            | Inwoners 1 juli 2007 |
| ---------- | -------------------- | ---------------------- | -------------------- |
| Adams      | 28.160               | West Union             | 3081                 |
| Allen      | 105.233              | Lima                   | 37.936               |
| Ashland    | 54.902               | Ashland                | 21.829               |
| Ashtabulla | 101.141              | Jefferson              | 3437                 |
| Athens     | 63.275               | Athens                 | 21.909               |
| Auglaize   | 46.429               | Wapakoneta             | 9432                 |
| Belmont    | 67.908               | St. Clairsville        | 5063                 |
| Brown      | 43.956               | Georgetown             | 3506                 |
| Butler     | 357.888              | Hamilton               | 62.285               |
| Carroll    | 28.516               | Carrollton             | 3208                 |
| Champaign  | 39.522               | Urbana                 | 11.408               |
| Clark      | 140.477              | Springfield            | 62.417               |
| Clermont   | 193.490              | Batavia                | 1690                 |
| Clinton    | 43.071               | Wilmington             | 12.499               |
| Columbiana | 108.698              | Lisbon                 | 3011                 |
| Coshocton  | 36.341               | Coshocton              | 11.457               |
| Crawford   | 44.227               | Bucyrus                | 12.328               |
| Cuyahoga   | 1.295.958            | Cleveland              | 438.042              |
| Darke      | 52.205               | Greenville             | 12.845               |
| Defiance   | 38.543               | Defiance               | 15.998               |
| Delaware   | 160.865              | Delaware               | 32.986               |
| Erie       | 77.323               | Sandusky               | 25.861               |
| Fairfield  | 141.318              | Lancaster              | 36.950               |
| Fayette    | 28.308               | Washington Court House | -                    |
| Franklin   | 1.118.107            | Columbus               | 747.755              |
| Fulton     | 42.562               | Wauseon                | 7278                 |
| Gallia     | 30.841               | Gallipolis             | 4174                 |
| Geauga     | 95.029               | Chardon                | 5236                 |
| Greene     | 154.656              | Xenia                  | 23.656               |
| Guernsey   | 40.409               | Cambridge              | 11.280               |
| Hamilton   | 842.369              | Cincinnati             | 332.458              |
| Hancock    | 74.204               | Findlay                | 37.492               |
| Hardin     | 31.650               | Kenton                 | 8050                 |
| Harrison   | 15.506               | Cadiz                  | 3308                 |
| Henry      | 28.931               | Napoleon               | 8888                 |
| Highland   | 42.653               | Hillsboro              | 6671                 |
| Hocking    | 28.959               | Logan                  | 7417                 |
| Holmes     | 41.369               | Millersburg            | 3588                 |
| Huron      | 59.801               | Norwalk                | 16.596               |
| Jackson    | 33.314               | Jackson                | 6168                 |
| Jefferson  | 68.730               | Steubenville           | 18.864               |
| Knox       | 58.961               | Mount Vernon           | 15.950               |
| Lake       | 233.392              | Painesville            | 18.109               |
| Lawrence   | 62.609               | Ironton                | 11.320               |
| Licking    | 156.985              | Newark                 | 47.176               |
| Logan      | 46.279               | Bellefontaine          | 12.737               |
| Lorain     | 302.260              | Elyria                 | 55.059               |
| Lucas      | 441.910              | Toledo                 | 295.029              |
| Madison    | 41.499               | London                 | 9545                 |
| Mahoning   | 240.420              | Youngstown             | 73.818               |
| Marion     | 65.248               | Marion                 | 35.686               |
| Medina     | 169.832              | Medina                 | 26.206               |
| Meigs      | 22.895               | Pomeroy                | 1968                 |
| Mercer     | 40.888               | Celina                 | 10.255               |
| Miami      | 101.038              | Troy                   | 22.011               |
| Monroe     | 14.258               | Woodsfield             | 2429                 |
| Montgomery | 538.104              | Dayton                 | 155.461              |
| Morgan     | 14.613               | McConnelsville         | 1706                 |
| Morrow     | 34.520               | Mount Gilead           | 3531                 |
| Muskingum  | 85.333               | Zanesville             | 25.116               |
| Noble      | 14.096               | Caldwell               | 1990                 |
| Ottawa     | 41.084               | Port Clinton           | 6198                 |
| Paulding   | 19.182               | Paulding               | 3367                 |
| Perry      | 34.839               | New Lexington          | 4538                 |
| Pickaway   | 53.809               | Circleville            | 13.648               |
| Pike       | 27.918               | Waverly City           | 4397                 |
| Portage    | 155.869              | Ravenna                | 11.422               |
| Preble     | 41.739               | Eaton                  | 8042                 |
| Putnam     | 34.635               | Ottawa                 | 4428                 |
| Richland   | 125.679              | Mansfield              | 49.675               |
| Ross       | 75.398               | Chillicothe            | 22.187               |
| Sandusky   | 60.997               | Fremont                | 16.779               |
| Scioto     | 75.958               | Portsmouth             | 20.133               |
| Seneca     | 56.705               | Tiffin                 | 17.363               |
| Shelby     | 48.834               | Sidney                 | 20.019               |
| Stark      | 378.664              | Canton                 | 78.319               |
| Summit     | 543.487              | Akron                  | 207.934              |
| Trumbull   | 213.475              | Warren                 | 44.270               |
| Tuscarawas | 91.398               | New Philadelphia       | 17.339               |
| Union      | 47.234               | Marysville             | 17.622               |
| Van Wert   | 28.889               | Van Wert               | 10.269               |
| Vinton     | 13.372               | McArthur               | 2034                 |
| Warren     | 204.390              | Lebanon                | 20.416               |
| Washington | 61.576               | Marietta               | 14.153               |
| Wayne      | 113.554              | Wooster                | 26.010               |
| Williams   | 38.378               | Bryan                  | 8299                 |
| Wood       | 125.399              | Bowling Green          | 29.884               |
| Wyandot    | 22.471               | Upper Sandusky         | 6418                 |

Alabama · Alaska · Arizona · Arkansas · Californië · Colorado · Connecticut · Delaware · Florida · Georgia · Hawaï · Idaho · Illinois · Indiana · Iowa · Kansas · Kentucky · Louisiana · Maine · Maryland · Massachusetts · Michigan · Minnesota · Mississippi · Missouri · Montana · Nebraska · Nevada · New Hampshire · New Jersey · New Mexico · New York · North Carolina · North Dakota · Ohio · Oklahoma · Oregon · Pennsylvania · Rhode Island · South Carolina · South Dakota · Tennessee · Texas · Utah · Vermont · Virginia · Washington · West Virginia · Wisconsin · Wyoming